# Crematogaster muralti
Crematogaster muralti är en myrart som beskrevs av Auguste-Henri Forel 1910. Crematogaster muralti ingår i släktet Crematogaster och familjen myror.

## Underarter
Arten delas in i följande underarter:
- C. m. livingstonei
- C. m. muralti
- C. m. ugandensis